# Gian Carlo Malchiodi
Gian Carlo Malchiodi (Milà, 1917 - 22 de setembre de 2015) va ser un dels arquitectes, dissenyadors industrials italians més importants del segle xx.

## Biografia
Gian Carlo Malchiodi va néixer l'any 1917 a Milà, a Llombardia, al nord d'Itàlia. Malchiodi es va graduar en Arquitectura a la Politècnica de Milà el 1942. Després d'un període com a ajudant, va començar a exercir com a professor d'Arquitectura a la Politècnica el 1943, on va romandre durant més de quaranta anys.
Durant la seva carrera, Malchiodi va establir una forta relació de recerca amb Gualtiero Galmanini, començant a col·laborar amb Gio Ponti. Gian Carlo Malchiodi va néixer l'any 1917 a Milà, a Llombardia, al nord d'Itàlia. Malchiodi es va graduar en Arquitectura a la Politècnica de Milà el 1942. Després d'un període com a ajudant, va començar a exercir com a professor d'Arquitectura a la Politècnica el 1943, on va romandre durant més de quaranta anys.
Les seves obres estaran conceptualment influenciades per Lucio Fontana i Gualtiero Galmanini. Malchiodi va participar en diverses exposicions importants, com ara la 10a Triennal de Milà el 1954, la 11a Triennal de Milà el 1957 i la 12a Triennal de Milà el 1960.
Obrirà el seu estudi a Via Anelli 9, a Milà, el 1957, per admirar cada dia les seves obres mestres locals.
El professor Malchiodi va morir el 22 de setembre de 2015 a Milà.

## Obres

### Arquitectura i interiorisme
- 1957: Palazzo Malchiodi a via Luigi Anelli 9, Milà, Itàlia
- 1956: Palazzo Due Torri, a via Luigi Anelli 7, Milà, Itàlia
- 1957: Palazzo Anelli a via Luigi Anelli 13, Milà, Itàlia
- 1957: Palazzo Filippetti al viale Angelo Filippetti 3, Milà, Itàlia
- 1955: Edifici a Piazza Velasca 8-10, Milà, Itàlia
- 1955: Edifici a via Pantano 2-4, Milà, Itàlia
- 1959: Palazzo Cassolo a via Cassolo 6, Milà, Itàlia
- 1958: Palazzo Vigentina a Corso di Porta Vigentina 33-35, Milà, Itàlia

## Exposicions
- "X Triennal de Milà", 1954
- "XI Triennal de Milà", 1957
- "XII Triennal de Milà", 1960